# Abdoulaye Méïté
Abdoulaye Méïté (født 6. oktober 1980 i Paris, Frankrig) er en franskfødt ivoriansk fodboldspiller. Méïté har gennem karrieren blandt andet repræsenteret West Bromwich, Bolton, Marseille og Red Star.
Tidligere har han optrådt for de franske klubber Red Star og Olympique Marseille samt for et andet engelsk hold, Bolton Wanderers.

## Landshold
Méïté har (pr. marts 2018) spillet 48 kampe og scoret ét mål for Elfenbenskystens landshold, som han debuterede for i 2003. Han har repræsenteret sit land ved VM i 2006, samt ved Africa Cup of Nations i både 2006, 2008 og 2010.